# 望星
『望星』（ぼうせい）は、東海大学関連の出版社である株式会社東海教育研究所が出版している月刊誌。

## 概要
誌名は、東海大学創立者の松前重義による「希望を星につなぐ」という言葉に由来する。松前が第二次世界大戦後すぐに創刊した同名の雑誌にちなんで、1970年に創刊された。
政治・経済・現代社会・歴史さらには教育や福祉など、社会科学領域の話題を幅広く取り上げている。専門誌というよりも生涯学習を志す一般的な公衆読者を念頭に置いている。様々な分野の話題を浅く広く取り上げており、各学問分野への手掛かりや入門書としても利用できることを目指している。
最近では学力低下問題をはじめとする教育問題や、格差社会の用語の広まりに象徴される貧困問題の深刻化について、様々な視点から論じるものが目立つ。